# Edílson Brasil Soárez
Edílson Brasil Soárez (Acopiara, 6 de fevereiro de 1914 - Fortaleza, julho de 1975), foi um advogado, professor, presbítero e empreendedor brasileiro. Fundador do Colégio 7 de Setembro.

## Biografia
Nascido no interior do Ceará, foi o primeiro dos 10 filhos de Jader Soarez Pereira e Dica Brasil Soárez. Ele, agente daquela estação da Rede Ferroviária Cearense, e ela, professora primária. Posteriormente, a família transferiu-se para Fortaleza, onde desde cedo Edilson dedicou-se aos estudos.
Fez seu curso secundário no Liceu do Ceará. Em seguida, foi aprovado no Curso de Direito da então Faculdade de Direito do Ceará. Desde então, iniciou-se no magistério dando aulas particulares para dois alunos em uma sala cedida pelo Rev. Natanael Cortez, nas dependências da Igreja Presbiteriana de Fortaleza. Em 1935, fundou o Ginásio 7 de Setembro, embrião do que viria a ser futuramente, um grande complexo educacional.
Em 1936, concluiu com êxito o Doutorado em Direito na Universidade Federal do Ceará, onde teve como colegas: Raimundo Girão, João Pinto, Carlos Monteiro Gondim, Antônio Soares Silva, Eurico Sidou, João Otávio Lobo e Canamary Ribeiro.
Presbítero da Igreja Presbiteriana, Fundador do Círculo de Pais e Mestres, Chefe-Escoteiro, Presidente do Rotary Club de Fortaleza, Diretor da Sociedade Bíblica do Brasil, Fundador do Interact Club no Ceará e patriota convicto.
Jamais exerceu a profissão de advogado. Em consequência dos resultados obtidos, ano após ano, o número de alunos crescia, o que propiciou ao jovem professor o aluguel de uma sede no bairro Joaquim Távora para atender aos alunos.
Em 1940, o Ginásio 7 de Setembro já estava localizado na rua Floriano Peixoto, em instalações mais adequadas ao crescimento da instituição que se especializara em preparar alunos para o Exame de Admissão do Liceu do Ceará e da Escola Normal. Em 1946, Edílson realizou o seu grande sonho de adquirir uma sede própria na Av. do Imperador, 1330.
Como diretor de escola, o Prof. Edílson teve a antevisão de dar a primeira oportunidade a grandes mestres da estirpe de José Alves Fernandes, Paulo Quezado, Manassés Fonteles e Ubiratan Aguiar. Entre seus alunos, muitos se destacaram, tanto nas matérias escolares como nas atividades extracurriculares, como Nertan Macêdo, Melquíades Pinto, Caio Lóssio, Paulo Elpídio de Menezes Neto, Roberto Klein, Almir Pedreira, Irapuan Augusto Borges, os irmãos Vazquen e Rebeca Fermanian, Rui do Ceará, José Tarcísio, Cesar Asfor Rocha, Artur Bruno, Boghus Boyadjan, Zezé Câmara, Marcos de Holanda, Petrônio Leitão, Jocélio Leal, Francisco Autran Nunes, Ednardo Montenegro, Artur Enéas Vieira Filho, os irmãos Luciano Cavalcante e Marcelo Cavalcante, Geraldo Luciano Mattos Júnior, Luciano Jacó, Everardo Moisés, Sérgio de Oliveira Ferreira, entre outros.
Teve ainda como discípulos nomes que pontificaram nas letras cearenses como Artur Eduardo Benevides, Manuel Eduardo Campos (Manuelito), Suzana Ribeiro, Natércia Campos, Giselda Medeiros, Adísia Sá e Carlos Augusto Viana.

## Família
Em 1937, se casou com a contadora Nila de Andrade Gomes, com a qual constituiu uma família com 5 filhos: 
- Ednilo Gomes de Soárez,
- Ednilze, Ednilton, Ednildo e Ednísio.[19][20]

## Homenagens
- Uma importante avenida de Fortaleza têm o nome do educador,[21]
- Uma escola em Fortaleza, no bairro Conjunto Ceará, homenageia o educador,[22]
- A Academia Cearense de Literatura e Jornalismo confere a Comenda Edilson Brasil Soares,